# Leptopelis parkeri
Leptopelis parkeri is een kikker uit de familie Arthroleptidae. De soort is endemisch in Tanzania (Afrika).
De kikker heeft een grijze tot bruine kleur met een lichtere landkaarttekening op de rug. Opvallend zijn de grote hechtschijven en de rode ogen. De flanken, onderzijde van de poten en de tenen zijn geel gekleurd. Mannetjes worden ongeveer 3 tot 4 centimeter lang, de grotere vrouwtjes kunnen 5,6 centimeter bereiken.